# Rötspitze
Rötspitze (dříve Welitzspitz, italsky Pizzo Rosso, 3496 m n. m.) je hora ve Vysokých Taurách na rakousko-italské státní hranici. Nachází se ve skupině Venedigeru na hranici mezi Tyrolskem a Jižním Tyrolskem. Leží v hřebeni Umbalkamm mezi Untere Rötspitze (3289 m) na severu a Daberspitze (3402 m) na jihu. Vrchol Daberspitze je oddělen sedlem Welitzscharte (3181 m). Západním směrem vybíhá z Rötspitze hřeben Prettaukamm, kde sousedí s vrcholem Kemetspitze (3004 m). Vrchol Kemetspitze je oddělen sedlem Rotenmannjoch (2887 m). Na západních a severozápadních svazích hory se rozkládá ledovec Rötkees, na východních Welitzkees a na jižních Schwarzachkees.
První doložený výstup na vrchol podnikl 22. srpna 1854 J. Breymann se spolupracovníky v rámci vojenského průzkumu.
Na vrchol lze vystoupit například severním hřebenem od bivaku Kleine-Philipp-Reuter-Hütte (2677 m). Jedná se o túru ohodnocenou stupněm obtížnosti III-.